# Birgit Lorenz

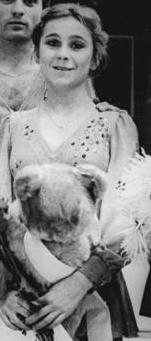
Birgit Lorenz beim XXI. Internationalen Eiskunstlaufwettbewerb um den Pokal der Blauen Schwerter (am 19. November 1981)

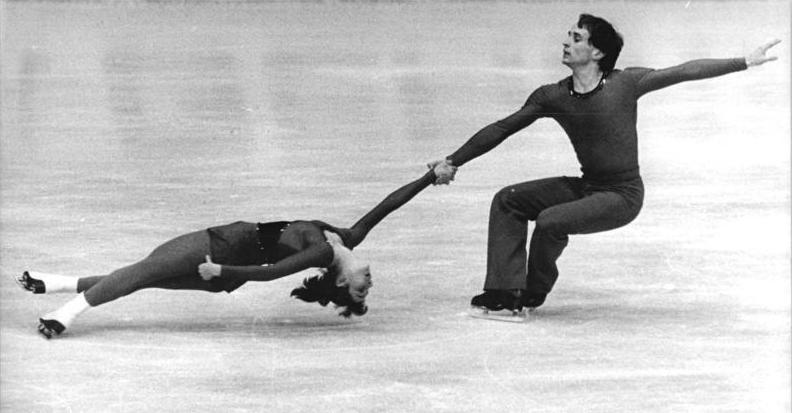
Birgit Lorenz mit ihrem Partner Knut Schubert, 1981

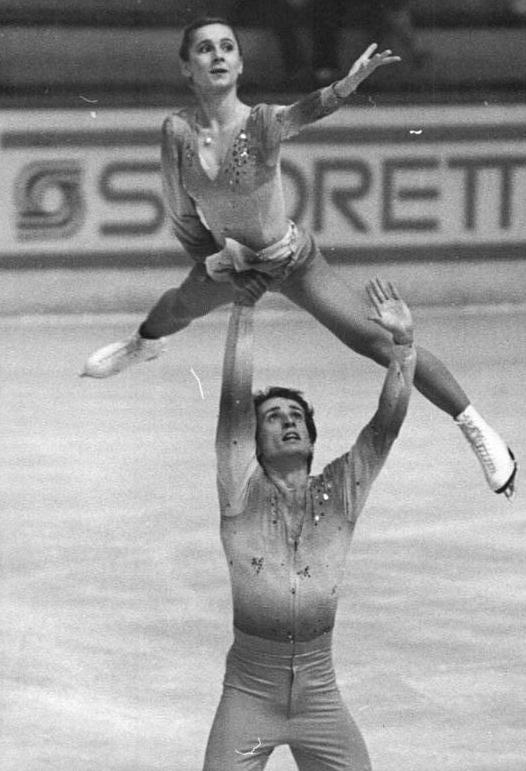
„Pokal der Blauen Schwerter“ im Eiskunstlaufen: Birgit Lorenz und Knut Schubert, Karl-Marx-Stadt, 26. November 1982

Birgit Lorenz (* 20. August 1963 in Berlin, † 27. April 2019 in Winterthur) war eine deutsche Eiskunstläuferin- und trainerin.

## Leben
Von 1969 bis 1977 trainierte Birgit Lorenz in Karl-Marx-Stadt. Sie ging dann als Paarläuferin nach Berlin und startete fortan mit Knut Schubert für den Klub SC Dynamo Berlin. Das Paar wurde von Heidemarie Steiner-Walther trainiert.
Sie erwarb die Trainerlizenz der Deutschen Eislauf-Union und war anschließend von 1993 bis 1996 in Chemnitz als Eiskunstlauftrainerin tätig. 1997 wechselte sie in die Schweiz und war bis 1999 Trainerin in Wetzikon. Nach ihrer Heirat nahm sie den Namen Birgit Brandt-Lorenz an. Seit 2000 arbeitete sie als Trainerin beim EC Zürich, seit 2007 dann hauptsächlich in Winterthur, wobei sie auch weiterhin in Zürich, Wetzikon und Bäretswil aktiv war. Während dieser Zeit konnte Birgit Lorenz viele Juniorinnen und Junioren trainieren und weiterentwickeln, welche Lorenz an mehrere internationale Jugendwettkämpfe bringen konnte. Aufgrund der Diagnose Krebs 2014 zog sich Birgit Lorenz aus dem Beruf zurück und lebte mit ihren beiden Kindern in Winterthur.

## Erfolge/Ergebnisse
mit Knut Schubert

### Olympische Winterspiele
- 1984 – 5. Rang – Sarajewo

### Weltmeisterschaften
- 1981 – 9. Rang – Hartford
- 1982 – 7. Rang – Kopenhagen
- 1983 – 8. Rang – Helsinki
- 1984 – 6. Rang – Ottawa

### Europameisterschaften
- 1981 – 4. Rang – Innsbruck
- 1982 – 5. Rang – Lyon
- 1983 – 3. Rang – Dortmund
- 1984 – 3. Rang – Budapest
- 1985 – 4. Rang – Göteborg

### DDR-Meisterschaften
- 1981 – 2. Rang
- 1982 – 2. Rang
- 1983 – 2. Rang
- 1984 – 1. Rang
- 1985 – 2. Rang

### Andere Wettbewerbe
- 1981–83 – 1. Rang – Pokal der blauen Schwerter, Chemnitz